# José Sánchez del Río

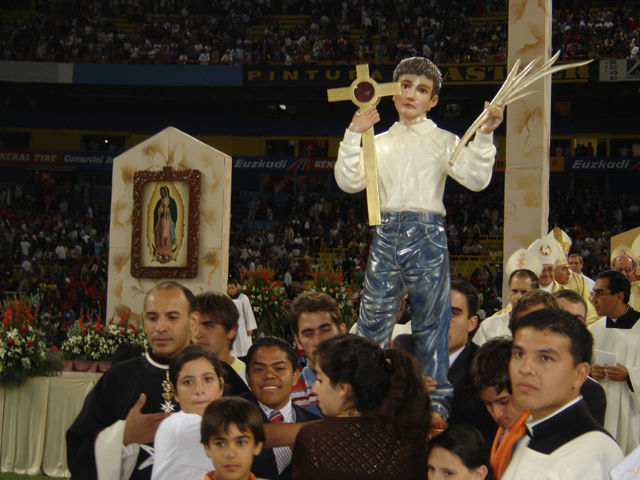
Statue von José Sánchez del Río.

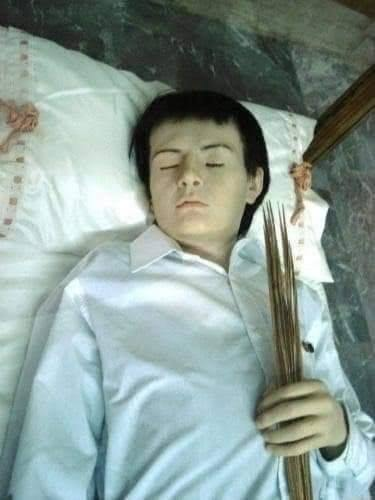
José Sánchez del Río

José Sánchez del Río (* 28. März 1913 in Sahuayo, Michoacán; † 10. Februar 1928 in Sahuayo) kämpfte während der Guerra Cristera auf Seiten der Cristeros gegen die antiklerikale mexikanische Regierung von Präsident Plutarco Elías Calles. Er wird in der römisch-katholischen Kirche als Heiliger verehrt. Sein liturgischer Gedenktag ist der 20. November.

## Historischer Hintergrund

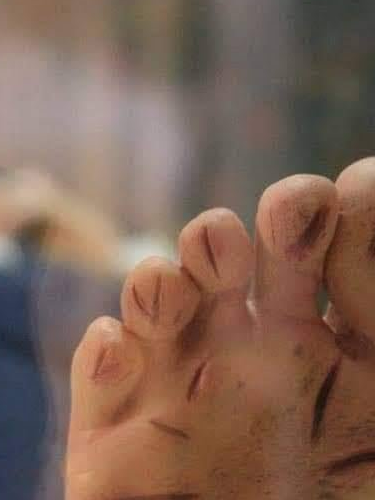
Folterspuren

Die mexikanische Regierung gründete im Februar 1925 eine romunabhängige Staatskirche und begann, die antiklerikalen Bestimmungen der Verfassung von 1917 umzusetzen. Darüber hinaus erließ Präsident Plutarco Elias Calles im Jahr 1926 die sogenannte Ley Calles, welche die Freiheit der katholischen Kirche z. B. durch Zölibatsverbot und Verbot vieler Ordensgemeinschaften stark einschränkte. Des Weiteren wurden auf Anordnung des Präsidenten kirchliches Eigentum beschlagnahmt, religiöse Schulen geschlossen und Priester entweder ins Exil geschickt oder ermordet. All dies führte dazu, dass sich in der katholischen Bevölkerung Mexikos Widerstand organisierte und somit die Aufstandsbewegung der Cristeros entstand und die Guerra Cristera ausbrach.

## Leben
Als 1926 die Guerra Cristera ausbrach, wollte sich José Sánchez del Río wie seine Brüder den Cristeros anschließen. Nachdem ihm in seiner Heimatstadt Sahuayo die Aufnahme zunächst verweigert worden war, gelang es ihm, im einige Kilometer entfernten Ort Cotija den General Prudencio Mendoza von seiner Aufnahme bei den Cristeros zu überzeugen. Im Anschluss wurde er von diesem unter das Kommando von General Rubén Guízar Morfin gestellt, welcher ihm u. a. die Aufgabe des Bannerträgers übertrug.
Während eines Kampfes wurde der Junge am 6. Februar 1928 festgenommen. In der Haft versuchten Soldaten vergeblich, ihn von seinem katholischen Glauben abzubringen.
Am 10. Februar 1928 schlitzte man José die Fußsohlen auf, und er musste auf blankem Salz hin und her laufen. Auf seinen zerschundenen Füßen musste er schließlich den langen Weg zu seiner Hinrichtungsstätte unter starken Schmerzen zurücklegen. Unterwegs wurde ihm angeboten: „Wenn du rufst ‚Tod Christus, dem König!‘, dann werden wir dich verschonen.“ Doch José rief: „Viva Cristo Rey! Viva la Virgen de Guadalupe!“ Am Friedhof von Sahuayo wollte man ihn noch einmal vergeblich zur Apostasie bewegen. Im Anschluss wurde er per Kopfschuss getötet. Zu Boden gefallen, zeichnete er sterbend mit seinen blutverschmierten Fingern ein Kreuz auf den Boden und küsste es. Seine Hinrichtung wurde vom späteren Gründer der Legionäre Christi, Marcial Maciel, mit eigenen Augen miterlebt.
Die sterblichen Überreste von José Sánchez del Rio wurden in der Herz-Jesu-Kirche seines Geburtsortes Sahuayo beigesetzt.

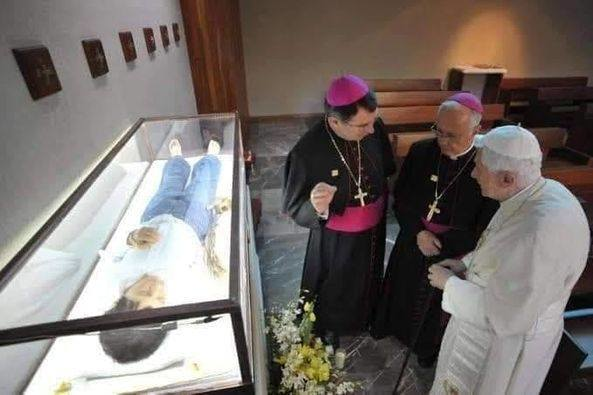

## Heiligsprechungsverfahren
Er wurde am 20. November 2005 im Estadio Jalisco von Guadalajara im Auftrag von Papst Benedikt XVI. gemeinsam mit zwölf weiteren mexikanischen Märtyrern seliggesprochen. Anschließend wurde das Verfahren zur Heiligsprechung eingeleitet. Am 22. Januar 2016 bestätigte Papst Franziskus eine der Fürsprache José Sánchez del Ríos zugeschriebene Heilung als Wunder als entscheidende Voraussetzung für die Heiligsprechung. Am 16. Oktober 2016 wurde er von Papst Franziskus auf dem Petersplatz in Rom heiliggesprochen. Sein liturgischer Gedenktag ist der 20. November.

## Darstellung im Film
In dem im Jahr 2012 veröffentlichten Film Gottes General – Schlacht um die Freiheit (u. a. mit Andy García und Eva Longoria) wird die Guerra Cristera wie auch das Martyrium des José Sánchez del Rio behandelt. Der Film ist seit Februar 2016 auch in Deutschland unter dem Titel „Gottes General – Schlacht um die Freiheit“ auf DVD erhältlich.